# Mike Murley
Mike Murley (Windsor (Nova Scotia), 12 december 1961) is een Canadese jazzsaxofonist en componist, die van 1984-1989 lid was van The Shuffle Demons en Time Warp.

## Biografie
Hij studeerde in 1986 af aan het muziekprogramma van de York University in Toronto met een BFA (Bachelor of Fine Arts). Daarnaast studeerde hij saxofoon bij Don Palmer in Halifax (Nova Scotia), Pat LaBarbera in Toronto en Dave Liebman in de Banff CA Jazz Workshop en in New York (de laatste van 1988-1989). Hij studeerde ook improvisatie en compositie bij Dave Holland in Banff (Canada) en New York.
Hij speelde met de Shuffle Demons van 1984-1989 en in Time Warp. Hij was ook een sideman voor David Occhipinti, David Braid, Rob McConnell, Metalwood en Harrison Squared (met Harry Vetro en Harrison Argatoff). Zijn belangrijkste instrument is de tenorsaxofoon, die hij bespeelt in het Murley/Braid Quartet. Hij heeft verschillende Juno Awards ontvangen.
- International Standard Name Identifier: 0000 0000 7601 6544
- Library of Congress Control Number: n94067334
- MusicBrainz: 04e0fc19-c50e-4390-9e45-18444660169b
- Nationale Bibliotheek van Israël: 987007340091105171
- Virtual International Authority File: 104845452
- WorldCat: E39PBJqQCjTPH3dVrFHTbqp773